# بليك روزنتال
بليك روزنتال (بالإنجليزية: Blake Rosenthal)‏ هي راقصة على الجليد أمريكية، ولدت في 21 أغسطس 1990 في برين مار ‏ في الولايات المتحدة.

## وصلات خارجية
- بليك روزنتال على موقع الاتحاد الدولي للتزلج (الإنجليزية)
- بليك روزنتال على موقع الاتحاد الدولي للتزلج (الإنجليزية)